# Akkerwoude
Akkerwoude (Fries: Ikkerwâld, [ɪkr’vɔ:t]) is een voormalig dorp in de gemeente Dantumadeel, in de Nederlandse provincie Friesland. Op 1 januari 1971 werden Akkerwoude, Dantumawoude en Murmerwoude samengevoegd tot Damwoude (in 2009 officieel gewijzigd in  Damwâld). Akkerwoude was het meest westelijk gelegen dorp van de drie.

## Geschiedenis
Akkerwoude is ontstaan rond een kerk. Deze kerk is vermoedelijk rond de 13e eeuw gebouwd. Op de plek waar de kerk stond werd in 1849 een nieuwe kerk gebouwd, sinds 2009 De Ikker genoemd. Deze staat aan de Hereweg.
Eertijds was er in Akkerwoude de coöperatieve zuivelfabriek "Dokkumer Wâlden en omstreken" gevestigd. Deze zuivelfabriek werd in 1899 opgericht op initiatief van dokter Van der Sluis en schoolmeester Woudstra. In 1969 fuseerde de zuivelfabriek met “Noordoostergo” te Dokkum en de fabriek in Akkerwoude sloot haar deuren.

## Geboren
- Minne van der Staal (1879-1946), journalist, schrijver
- Piet Jongeling (1909-1985), journalist, verzetsstrijder, politicus, schrijver

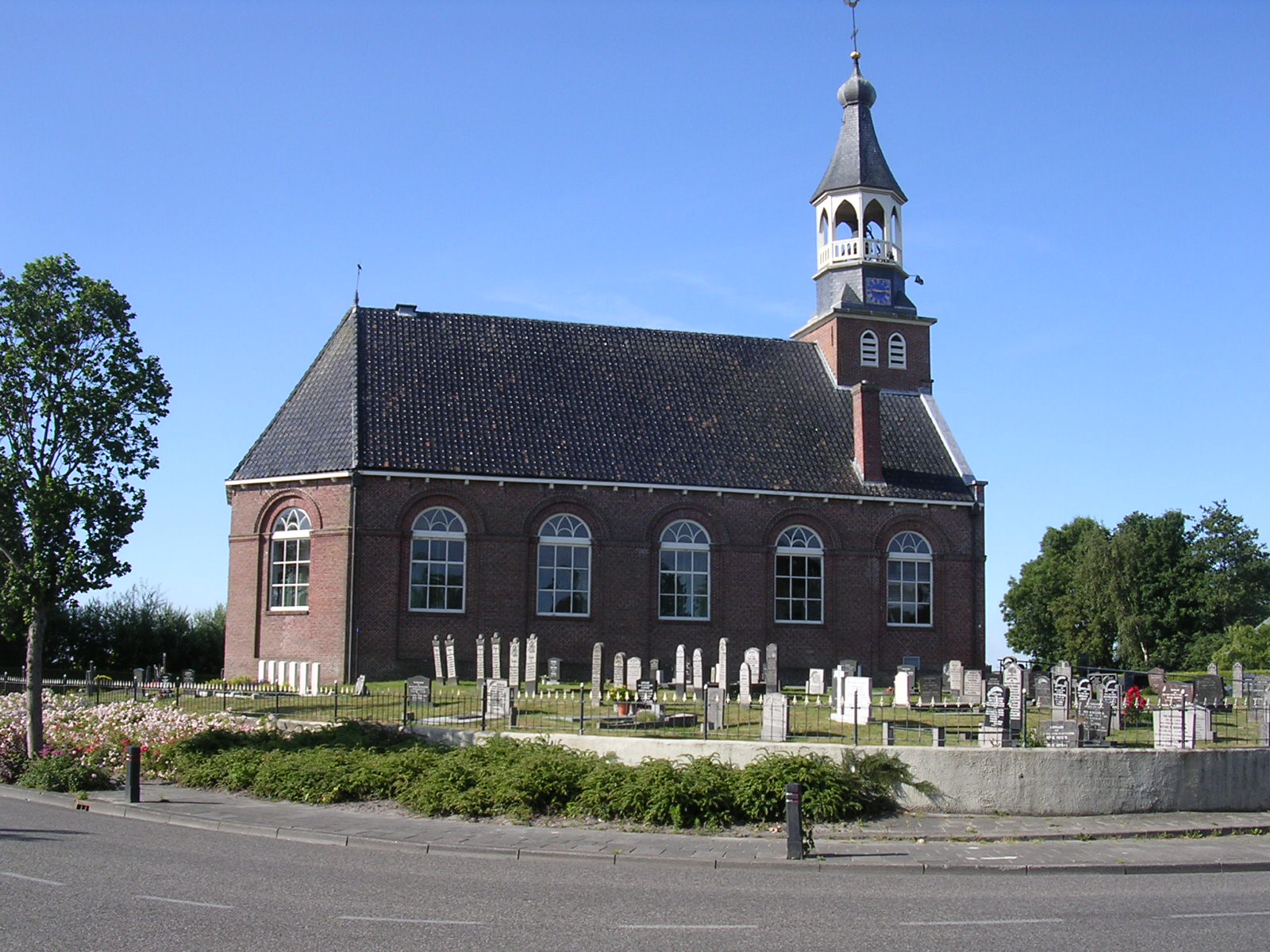
Kerk van Akkerwoude (De Ikker) (2008)

Dorpen: Broeksterwoude · Damwoude · De Valom · Zwaagwesteinde · Driesum · Rinsumageest · Roodkerk · Sijbrandahuis · Veenwouden · Veenwoudsterwal (deels) · Wouterswoude 

Buurtschappen: Kuikhorne (deels) · Oostwoud

Voormalige dorpen: Akkerwoude · Dantumawoude · Murmerwoude

Friesland: Steden en dorpen      Nederland: Provincies · Gemeenten